# Bankhaus Mendelssohn (Gebäude)
Das Gebäude des Bankhauses Mendelssohn & Co. ist ein denkmalgeschütztes Bauwerk im Ortsteil Mitte des Berliner Bezirks Mitte. Es steht in der Jägerstraße 49–50. Das Palais wurde 1891–1893 nach einem Entwurf der Architekten Heino Schmieden und Martin Gropius als neues Geschäftshaus für das Bankhaus Mendelssohn & Co. errichtet. Es ist großenteils im Originalzustand erhalten.

## Geschichte
Ursprünglicher Sitz der 1795 von Joseph Mendelssohn gegründeten Bank war das Wohnhaus Spandauer Straße 68. Nach verschiedenen anderen Geschäftsadressen und einem Intermezzo in Hamburg erfolgte 1815 der Umzug in ein vermutlich um 1770 entstandenes Haus in der Jägerstraße 51, das in der Folge zum Wohn- und Bankgebäude der Familie Mendelssohn umgebaut wurde, und auf dessen Grundstück im Hinterhof die Mendelssohn-Remise entstand. Die Bank zog 1875 in den links benachbarten, von Martin Gropius & Heino Schmieden errichteten Neubau Jägerstraße 52 um.
Im Jahr 1891 erwarb die Bank das benachbarte Doppelgrundstück Jägerstraße 49–50 und ließ die darauf stehenden Häuser abreißen. Der von Gropius & Schmieden geplante und unter ihrer Leitung realisierte Neubau kostete 366.600 Mark. Das Erdgeschoss des Hauses diente ab 1893 als Sitz der Bank, die zweite Etage beherbergte die Repräsentationsräume für die Teilhaber. Zum Hof hin schloss sich ein „schmaler Corridorbau“ an, der an einem „architektonisch durchgebildeten Hof“ stand. Auf einem zweiten Hof wurde von den gleichen Architekten auch die Stallung für drei Pferde errichtet.
Die Bank behielt ihren Sitz hier bis zu der von den Nationalsozialisten erzwungenen Liquidation des Unternehmens im Jahr 1938. Während das Gebäude in der Jägerstraße 52 im Zweiten Weltkrieg zerstört wurde, sind das Stammhaus und der Neubau von 1872/1873 erhalten. Allerdings erfuhr das ehemalige Wohnhaus der Mendelssohns in der Jägerstraße 51 um 1950 durch Aufstockung von zwei Geschossen eine starke Veränderung. Den benachbarten Bankbau in der Jägerstraße 49/50 nutzte in der DDR-Zeit zuletzt die Deutsche Außenhandelsbank.
Seit 2002 war das Haus Sitz der Bundesvereinigung Deutscher Apothekerverbände. Seit September 2017 hat die HGHI Holding hier ihren Sitz. Vor dem Gebäude der nahe gelegenen Belgischen Botschaft, das zum Teil auf dem Grundstück des zerstörten Gropius-Baus errichtet wurde, steht eine Informationstafel des Vereins Geschichtsforum Jägerstraße. Sie berichtet über das wechselvolle Geschick von Familie und Bankhaus Mendelssohn in der Jägerstraße.

## Architektur und künstlerische Ausgestaltung
Der repräsentative Bau im Stil des Neoklassizismus ist zweigeschossig. An der Straßenfront dominiert, trotz der sieben Achsen, eine horizontale Gliederung mit kräftigem Hauptgesims auf Konsolen und einer abschließenden Attika-Balustrade. Über dem Portal in der rechten Achse befindet sich vor dem Fenster des Obergeschosses ein schmaler Balkon. Die Fassade besteht aus hellem Seeberger Sandstein. An der im Vergleich zur Straßenfront rechts aufgeweiteten Rückseite des Gebäudes befinden sich schmale kurze Seitenflügel, die einen Hof umgeben.
Das Vestibül diente früher als Durchfahrt in die beiden Innenhöfe (der zweite führte zur Remise). In der Mitte des Vestibüls liegt links, verbunden durch Arkaden, der Eingang zu den Kassenräumen im Erdgeschoss sowie rechts ein breiter Treppenaufgang ins obere Stockwerk. Die Architekten waren bemüht, die praktische Bestimmung als Durchfahrt durch repräsentative Bauelemente optisch in den Hintergrund treten zu lassen. Dem dienten Säulen an den Wänden und eine abwechslungsreich gestaltete Decke, die teils flach gehalten ist, teils ein Kreuzgratgewölbe in Korbbogenform trägt. Über den Wohnräumen befand sich „in den hinterwärts gelegenen Gebändetheilen noch ein drittes Stockwerk für untergeordnete Schlaf-, Logir- und Wirthschaftsräume“. Das Treppenhaus ist wie andere Räume des Gebäudes mit zartem Deckenstuck versehen. Die Treppe selbst entstand aus poliertem schwarzem belgischem Kalkstein und erhielt ein schmiedeeisernes Geländer, dessen Schmuckornamente reich vergoldet wurden.
Im Treppenhaus steht eine von Reinhold Begas gestaltete Büste von Franz von Mendelssohn d. Ä.
Im Innern des Gebäudes ist die reiche Ausstattung mit aufwendigen Materialien sehr gut erhalten und die großzügige Raumaufteilung weitgehend bewahrt worden. Zentral liegt die über beide Geschosse reichende, quadratische Schalterhalle mit Säulen, großem Oberlicht, hellem Marmorboden und zum oberen Stockwerk hin geöffneten Arkaden. Um die Schalterhalle gruppieren sich im Erdgeschoss Büroräume, ein inneres Treppenhaus und zwei stahlgepanzerte Tresorkammern. Die größere davon ist doppelstöckig und besitzt eine umlaufende Galerie. Die Kammer ist so geräumig, dass sie als Tagungsraum genutzt werden kann. Anstelle der früheren Schließfächer befinden sich hier heute Bücherregale. Der kleinere Tresorraum weist ein engmaschiges diagonales Geflecht von Stahlbändern auf, das den Bankbesuchern die Sicherheit ihrer Einlagen vor Augen führen sollte. Im Obergeschoss des Gebäudes liegen die ehemaligen Direktionsräume der Bank, die ebenfalls gut erhalten sind.
Wenig bekannt sind teils genrehafte, teils allegorisierende Stuckreliefs, die in Lünetten über einigen Türen des Obergeschosses angebracht sind. Sie stammen aus der Werkstatt des Bildhauers Johann Gottfried Schadow. Im Auftrag von Joseph Mendelssohn hergestellt, schmückten sie ab 1802 einen Saal im alten Gebäude der Berliner Börse am Lustgarten. Als dieses 1893 für den Neubau des Berliner Doms abgerissen wurde, gab der preußische Staat die Kunstwerke an die Erben des Stifters zurück. Die Reliefs sind dem Thema Handel gewidmet. Unter ihnen befinden sich mehrere Darstellungen des Fernhandels im Stil des Orientalismus. Sie bilden Kontakte zwischen Händlern aus Europa und arabischen Ländern in exotischem Ambiente ab.